# Takeshi Oki
Takeshi Oki (大木 武 Oki Takeshi?, nacido el 16 de julio de 1961 en Shizuoka) es un exfutbolista japonés que se desempeñaba como centrocampista y entrenador.

## Clubes

### Como futbolista
| Club    | País  | Año         |
| ------- | ----- | ----------- |
| Fujitsu | Japón | 1984 - 1991 |

### Como entrenador
| Club            | País  | Año         |
| --------------- | ----- | ----------- |
| Ventforet Kofu  | Japón | 2002        |
| Shimizu S-Pulse | Japón | 2003        |
| Ventforet Kofu  | Japón | 2005 - 2007 |
| Kyoto Sanga FC  | Japón | 2011 - 2013 |
| FC Gifu         | Japón | 2017 -      |